# Lobelia acrochila
Lobelia acrochila är en klockväxtart som först beskrevs av Franz Elfried Wimmer, och fick sitt nu gällande namn av Eric B. Knox. Lobelia acrochila ingår i släktet lobelior, och familjen klockväxter.
Artens utbredningsområde är Etiopien. Inga underarter finns listade i Catalogue of Life.